# Chemseddine Chtibi
Chemseddine Chitibi (Rabat, 14 dicembre 1982) è un calciatore marocchino, centrocampista del Raja Casablanca.